# Березник (Костромская область)
Березник — деревня в Кологривском муниципальном округе Костромской области.

## География
Находится в северной части Костромской области на расстоянии приблизительно 2 км на восток по прямой от города Кологрив, административного центра округа на левобережье реки Унжа.

## История
Деревня нанесена на карту еще 1840 года как Березники. В 1907 году здесь было учтено 40 дворов. До 2021 года входила в состав городского поселения город Кологрив до его упразднения.

## Население
Постоянное население составляло 220 человек (1897 год), 248 (1907), 33 в 2002 году (русские 79 %), 17 в 2022.